# Manzanares (Colômbia)

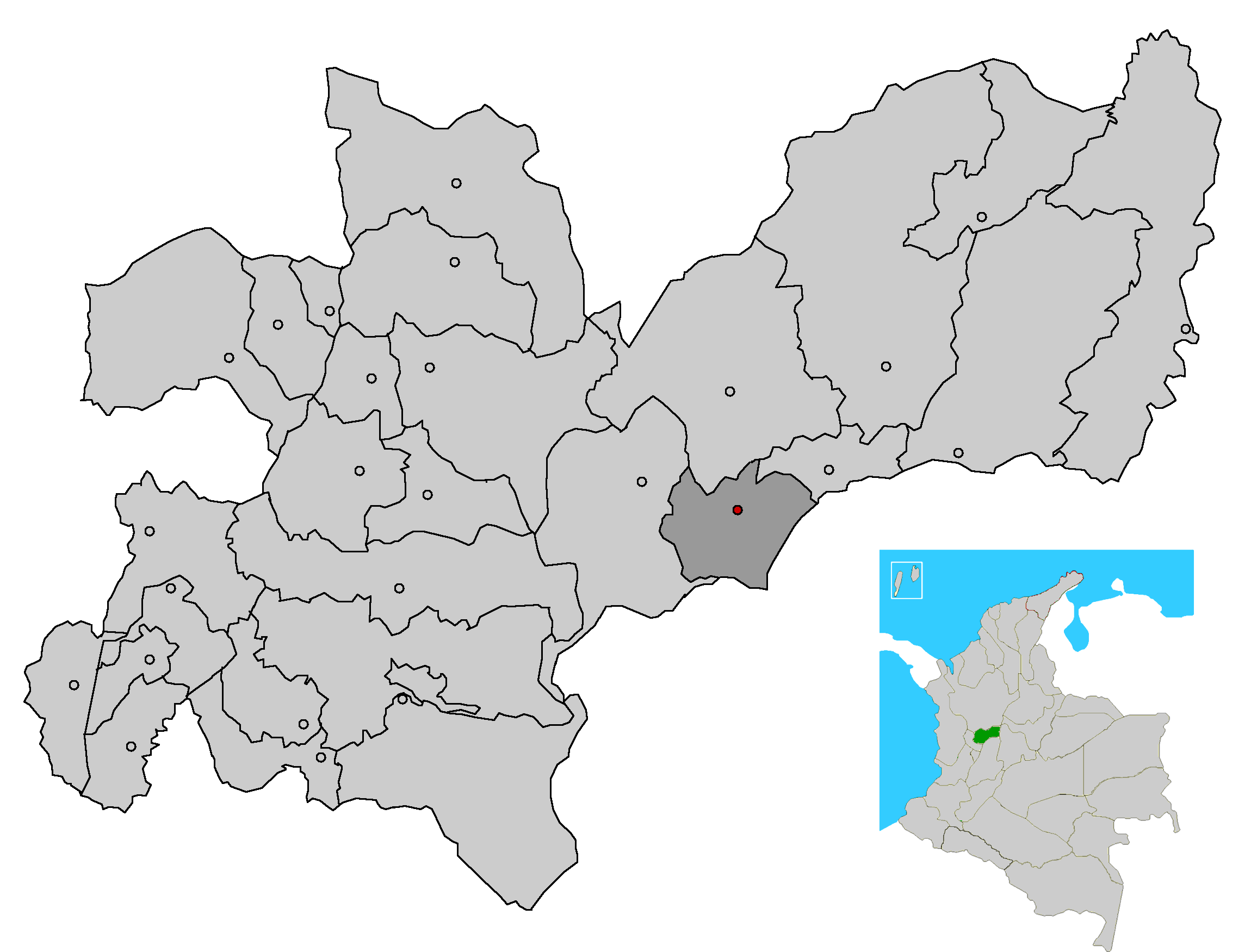
Localização de Filadelfia no departamento de Caldas.

Manzanares é um município localizado no departamento colombiano de Caldas.